# (923) Herluga
(923) Herluga es un asteroide perteneciente al cinturón de asteroides descubierto el 30 de septiembre de 1919 por Karl Wilhelm Reinmuth desde el observatorio de Heidelberg-Königstuhl, Alemania.
Está posiblemente nombrado por una chica del calendario Lahrer Hinkender Bote.